# Matrice involutoria
In algebra lineare per matrice involutoria si intende una matrice che coincide con la propria inversa; si tratta quindi di un caso particolare di matrice invertibile.
In particolare le matrici involutive o involuzioni soddisfano l'equazione:
{\displaystyle \mathbf {A} ^{2}=I}
che impone per gli autovalori i valori +1 e -1. 
Alcune matrici involutorie sui reali sono interpretabili come trasformazioni lineari involutorie di uno spazio Rn in sé e più concretamente come riflessioni.
Si vede facilmente che anche la matrice opposta di una involutoria è una matrice involutoria.
Questi sono alcuni esempi di matrici involutorie che, come si può vedere abbastanza facilmente, rappresentano riflessioni in R2
{\displaystyle {\begin{bmatrix}1&0\\0&1\end{bmatrix}}\qquad {\begin{bmatrix}-1&0\\0&-1\end{bmatrix}}\qquad {\begin{bmatrix}\sin \theta &\cos \theta \\\cos \theta &-\sin \theta \end{bmatrix}}}
e in R3
{\displaystyle {\begin{bmatrix}-1&0&0\\0&-1&0\\0&0&-1\end{bmatrix}}\qquad {\begin{bmatrix}1&0&0\\0&-1&0\\0&0&1\end{bmatrix}}\qquad {\begin{bmatrix}1&0&0\\0&-1&0\\0&0&-1\end{bmatrix}}}
{\displaystyle {\begin{bmatrix}1&0&0\\0&0&-1\\0&-1&0\end{bmatrix}}\qquad {\begin{bmatrix}0&0&1\\0&-1&0\\1&0&0\end{bmatrix}}\qquad {\begin{bmatrix}\sin \theta &0&\cos \theta \\0&-1&0\\\cos \theta &0&-\sin \theta \end{bmatrix}}}
Altri esempi di matrici involutorie:
{\displaystyle {\begin{bmatrix}0&i\\-i&0\end{bmatrix}}\qquad {\begin{bmatrix}0&1&0&0&0\\1&0&0&0&0\\0&0&0&0&-1\\0&0&0&1&0\\0&0&-1&0&0\end{bmatrix}}}